# 水谷勝隆
水谷 勝隆（みずのや かつたか）は、江戸時代前期の大名。常陸下館藩2代藩主。備中成羽藩主。備中松山藩初代藩主。官位は従五位下・伊勢守。

## 略歴
水谷勝俊の長男として誕生。幼名は弥太郎。水谷正村は伯父にあたる。
慶長11年（1606年）、父の死去により後を継いだ。寛永16年（1639年）6月に備中成羽藩5万石へ移封され、寛永19年（1642年）7月に備中松山5万石へ移封された。有能な人物で、藩政においては交通路や水路の整備、玉島新田などの新田開発や検地政策、砂鉄採取による鉄産業の奨励と振興、神社仏閣の造営などに努めて藩政の基礎を固めた。また、池田輝興改易時の播磨国赤穂城在番や寺沢堅高改易時の唐津城在番を務めるなど、幕府からは譜代格に準ずる信頼と地位を得ていたようである。
寛文4年（1664年）閏5月3日、松山にて死去した。68歳。法名は大竜寺殿鉄山全性大居士。墓所は岡山県高梁市和田町の定林寺。
跡を長男の勝宗が継いだ。

## その他
戦国時代には、隣国陸奥国磐城（福島県浜通り）に同字の水谷氏（水谷胤重など）が存在したが、こちらの読みは「みずがい」で、別家である。